# Lichtnetz
Lichtnetz ist eine ältere, umgangssprachliche Bezeichnung für die unterste Verteilebene im Niederspannungsnetz des öffentlichen Stromnetzes, welches Privathaushalte, Gewerbebetriebe und Industrie mit elektrischer Energie versorgt. In Europa ist eine Netzfrequenz von 50 Hz und Dreiphasenwechselstrom mit 400 V für Hausanschlüsse üblich. Eine Phase (Außenleiter) gegen den Neutralleiter liefert dabei 230 Volt Wechselstrom, auch als Lichtstrom oder Haushaltstrom bezeichnet. Die am häufigsten genutzte Steckverbindung in Europa ist dabei die Schukosteckverbindung, gefolgt vom CEE 7/5 bzw. CEE 7/6-System. In der Schweiz und in Liechtenstein werden Stecker und Steckdosen nach der Norm SN 441011 verwendet.

## Allgemeines
Die meisten privaten Stromanschlüsse wurden ursprünglich nur für elektrische Beleuchtung verwendet. Auch mit der Verbreitung anderer Verbraucher in den Nachkriegsjahren wie z. B. Radiogeräte, Fernseher oder Waschmaschinen war das Licht immer noch Hauptverbraucher und Hauptgrund für einen Stromanschluss. Heutzutage wird in Privathaushalten jedoch nur noch ein kleiner Teil des elektrischen Stromes (im Durchschnitt etwa 8 %) für Licht verbraucht, weswegen der Begriff Lichtnetz nicht mehr so verbreitet ist wie früher.
Im Niederspannungsbereich verwendet man neben dem Begriff Lichtnetz auch noch Kraftnetz oder Kraftstromnetz für das Zusammenspiel aller drei Außenleiter, das einen Dreiphasenwechselstrom von 400 V liefert. Das Lichtnetz wird dabei aus der Kombination eines Außenleiters (Phase) und dem Neutralleiter gebildet und liefert eine einphasige Wechselspannung von 230 Volt.

## Verbreitung
In einigen Ländern mit Einphasen-Dreileiternetz und teilweise in Europa bis Mitte des 20. Jahrhunderts war es üblich, (insbesondere abgelegene) Privathäuser nur einphasig ans Stromnetz anzuschließen. Da dann nur eine Wechselspannung von 220 V (heute 230 V) und kein Dreiphasenwechselstrom im Haus zur Verfügung stand, sprach man auch davon, diese seien nur ans Lichtnetz, aber nicht ans Kraftnetz angeschlossen.